# Гаянес
Гаянес (валенс. Gaianes (офіційна назва), ісп. Gayanes) — муніципалітет в Іспанії, у складі автономної спільноти Валенсія, у провінції Аліканте. Населення — 548 осіб (2022).

## Географія
Муніципалітет розташований на відстані близько 330 км на південний схід від Мадрида, 50 км на північ від Аліканте.

## Демографія
Динаміка населення (INE ):